# Hartmann de Liechtenstein
 (mars 2019).
Si vous disposez d'ouvrages ou d'articles de référence ou si vous connaissez des sites web de qualité traitant du thème abordé ici, merci de compléter l'article en donnant les références utiles à sa vérifiabilité et en les liant à la section « Notes et références ».
Hartmann de Liechtenstein, né le 9 février 1613 à Vienne, mort le 11 février 1686, prince de Liechtenstein.

## Biographie
Hartmann [V] de Liechtenstein est le fils aîné du prince d'Empire Gundakar, frère cadet de Charles Ier de Liechtenstein,  et de sa première épouse Agnès fille d'Ennon III de Frise orientale. 
Le 27 octobre 1640, il épousa  Sidonie-Elisabeth de Salm-Reifferscheidt (née le 6 septembre 1623 - † 23. septembre 1688). De cette union naquirent 24 enfants :
- Maximilien II de Liechtenstein (25 June 1641 † 21 April 1709) qui épouse en 1669 Jeanne († 1672), fille de Charles-Eusèbe de Liechtenstein puis en 1674 Eléonore († 1702), fille de Philippe Louis de Holstein-Wiezembourg et en 1703 Elisabeth († 1744)  fille de Jean Adam  Ier de Liechtenstein.
- Marie Elisabeth de Liechtenstein (6 August 1642 † 9 July 1663)
- Thérèse Marie de Liechtenstein (10 August 1643 † 26 October 1700)
- Jeanne de Liechtenstein (19 July 1644 † 19 May 1645)
- Sidonie Agnès de Liechtenstein (2 August 1645 † 20 March 1761)
- Franz Karl Heinrich de Liechtenstein (23 October 1646 † 14 August 1647)
- Dominique de Liechtenstein (23 October 1646 † 14 December 1646)
- Charles Joseph de Liechtenstein (1647 † 1654)
- Catherine de Liechtenstein (23 May 1648 † 13 July 1648)
- Anne Marie de Liechtenstein (13 January 1650 † 4 May 1704)
- Ernst Ludwig de Liechtenstein (16 October 1650 † October 1650)
- François Louis de Liechtenstein (15 March 1652 † 26 May 1657)
- Marie Françoise de Liechtenstein (28 October 1653 † 13 January 1655)
- Charles Joseph de Liechtenstein (13 October 1654 † 13 October 1654)
- Antoine-Florian de Liechtenstein (28 May 1656-11 October 1721) 1er prince souverain de Liechtenstein.
- Jean Ernest de Liechtenstein (18 July 1657 † 18 July 1657)
- Marie-Madeleine de Liechtenstein (14 August 1659 † 17 July 1687)
- Ignatius Gundacker de Liechtenstein (15 August 1660 † 15 August 1660)
- Heinrich Franz de Liechtenstein (13 October 1661 † 31 January 1663)
- Léopold de Liechtenstein (22 November 1662 † 22 November 1662)
- Philippe-Érasme de Liechtenstein (12 August 1664-13 January 1704), ancêtre de la maison de Liechtenstein
- Léopold de Liechtenstein (19 October 1665 † 19 October 1665)
- Hartmann de Liechtenstein (5 November 1666 † 4 July 1728)